# سیارک ۲۱۷۳۹
سیارک ۲۱۷۳۹ (به انگلیسی: 21739 Annekeschwob، نامگذاری:1999RN157) بیست و یک هزار و هفتصد و سی و نهمین سیارک کشف شده‌است که در ۹ سپتامبر ۱۹۹۹ کشف شد.
قدر مطلق سیارک برابر ۹.۸ است.